# Neogorpis
Neogorpis is een geslacht van wantsen uit de familie van de Nabidae (Sikkelwantsen). Het geslacht werd voor het eerst wetenschappelijk beschreven door Barber in 1924.

## Soorten
Het genus bevat de volgende soorten:

- Neogorpis neotropicalis (Barber, 1923)
- Neogorpis spinicollis (Kerzhner, 1986)